# 中华人民共和国上海出入境边防检查总站
中华人民共和国上海出入境边防检查总站，简称上海边检总站（英語：Shanghai General Station of Immigration Inspection），是中华人民共和国上海市的口岸执法及出入境边防检查机关，是国家移民管理局（中国出入境管理局）直属机构。

## 历史
1952年1月4日，中华人民共和国华东军政委员会在上海组建“上海边防检查站”，负责上海港口的边防检查工作。1964年4月，上海虹桥国际机场正式开启国际客运业务，虹桥边防检查站于同年9月成立。1973年9月，第一艘旅游客轮日本籍“巴西丸”号停靠上海港外虹桥码头（现国际客运中心），由此开启旅游船舶的出入境边防检查业务。随着1990年开发浦东建设，上海边检于同年6月相继成立吴淞边检站、闵行边检站（现金山边检站），加上原有的上海边防检查站（现浦江边检站），分别分布在黄浦江的上、中、下游。
1998年7月3日，根据《国务院关于北京等九城市边防检查职业化改革试点方案的批复》（国函〔1997〕76号），上海边检由现役制转为职业制。2011年，明确为正局级建制。

## 机构设置

### 内设机构
- 办公室
- 边防检查处
- 信息科技处
- 政治处
- 后勤保障处
- 纪检督察处

### 直属单位
- 轮训大队
- 数据研判室
- 证件研究室
- 技术保障队
- 警务保障中心

### 直属机构
- 上海机场出入境边防检查站（副局级）
- 虹桥出入境边防检查站
- 浦江出入境边防检查站
- 吴淞出入境边防检查站
- 外高桥出入境边防检查站
- 洋山出入境边防检查站
- 金山出入境边防检查站
- 上海铁路出入境边防检查站
- 崇明出入境边防检查站